# معاون امور اجتماعی و شوراها وزیر کشور
معاون امور اجتماعی و شوراها وزیر کشور یکی معاونان وزیر کشور بود که در سال ۱۳۷۸ از معاون سیاسی و اجتماعی منتزع شد. معاون امور اجتماعی و شوراها وزیر کشور، مسئولیت دبیری «شورای اجتماعی کشور» را نیز برعهده داشت. در اسفند ۱۳۸۹، «مرکز امور اجتماعی کشور» (بعدها سازمان امور اجتماعی کشور) جایگزین این معاونت شد.
در نیمهٔ نخست سال ۱۳۸۶، این معاونت شامل «دفتر امور اجتماعی»، «دفتر امور شوراها»، «دفتر امور سازمان‌های مردم‌نهاد»، «دفتر امور بانوان» و «دبیرخانهٔ شورای اجتماعی کشور» بود که با ایجاد «دفتر امور فرهنگی»، نام معاونت از «امور اجتماعی و شوراها» به «امور اجتماعی، فرهنگی و شوراها» تغییر یافت.

## وظایف
وظایف تعریف‌شده برای معاونت امور اجتماعی و شوراها به شرح زیر است:
1. بررسی رفتارهای اجتماعی و فرهنگی اقشار جامعه به منظور فراهم نمودن تغییرات رفتاری خاص‌گرایانه به عام‌گرایانه.
2. بررسی و مطالعه مسائل و معضلات اجتماعی کشور.
3. بررسی مصوبات شوراهای اسلامی.
4. ایجاد هماهنگی و وحدت رویه بین شوراها.
5. ارائه خط مشی‌های لازم جهت طرح و برنامه‌های آموزشی اعضای شورا.
6. فراهم نمودن موجبات ارتباط با کشورهای مختلف در جهت بالا بردن توان بالندگی و رفاه عمومی جامعه.

## فهرست
| ر.                                            | نام                                   | نام                                   | نگاره                                 | آغاز تصدی                             | پایان تصدی                            | دولت                                  | وزیر                                  | رئیس دولت                             | م.                                    |                                       |
| معاون امور اجتماعی و شوراها وزیر کشور         | معاون امور اجتماعی و شوراها وزیر کشور | معاون امور اجتماعی و شوراها وزیر کشور | معاون امور اجتماعی و شوراها وزیر کشور | معاون امور اجتماعی و شوراها وزیر کشور | معاون امور اجتماعی و شوراها وزیر کشور | معاون امور اجتماعی و شوراها وزیر کشور | معاون امور اجتماعی و شوراها وزیر کشور | معاون امور اجتماعی و شوراها وزیر کشور | معاون امور اجتماعی و شوراها وزیر کشور | معاون امور اجتماعی و شوراها وزیر کشور |
| --------------------------------------------- | ------------------------------------- | ------------------------------------- | ------------------------------------- | ------------------------------------- | ------------------------------------- | ------------------------------------- | ------------------------------------- | ------------------------------------- | ------------------------------------- | ------------------------------------- |
| ۱                                             |                                       | سید مرتضی مبلغ (زادهٔ ۱۳۳۳)            |                                       | ۱۵ آذر ۱۳۷۸                           | ۳۰ مهر ۱۳۸۰                           | هفتم                                  | موسوی لاری                            | خاتمی                                 | [ ۵ ]                                 |                                       |
| ۲                                             |                                       | اشرف بروجردی (زادهٔ ۱۳۳۶)              |                                       | ۳۰ مهر ۱۳۸۰                           | ۲۶ مهر ۱۳۸۴                           | هشتم                                  | موسوی لاری                            | خاتمی                                 | [ ۶ ]                                 |                                       |
| ۳                                             |                                       | محمدرضا مجیدی (زادهٔ ۱۳۴۴)             |                                       | ۲۶ مهر ۱۳۸۴                           | آبان ۱۳۸۵                             | نهم                                   | پورمحمدی                              | احمدی‌نژاد                             | [ ۷ ]                                 |                                       |
| ۴                                             |                                       | حجت‌الله ایوبی (زادهٔ ۱۳۴۲)             |                                       | آبان ۱۳۸۵                             | آبان ۱۳۸۶                             | نهم                                   | پورمحمدی                              | احمدی‌نژاد                             | [ ۸ ]                                 |                                       |
| معاون امور اجتماعی، فرهنگی و شوراها وزیر کشور |                                       |                                       |                                       |                                       |                                       |                                       |                                       |                                       |                                       |                                       |
| (۴)                                           |                                       | حجت‌الله ایوبی (زادهٔ ۱۳۴۲)             |                                       | آبان ۱۳۸۶                             | ۱۲ دی ۱۳۸۷                            | نهم                                   | پورمحمدی                              | احمدی‌نژاد                             |                                       |                                       |
| (۴)                                           | هاشمی                                 | حجت‌الله ایوبی (زادهٔ ۱۳۴۲)             |                                       | آبان ۱۳۸۶                             | ۱۲ دی ۱۳۸۷                            | نهم                                   |                                       | احمدی‌نژاد                             |                                       |                                       |
| (۴)                                           | کردان                                 | حجت‌الله ایوبی (زادهٔ ۱۳۴۲)             |                                       | آبان ۱۳۸۶                             | ۱۲ دی ۱۳۸۷                            | نهم                                   |                                       | احمدی‌نژاد                             |                                       |                                       |
| (۴)                                           | دانشجو                                | حجت‌الله ایوبی (زادهٔ ۱۳۴۲)             |                                       | آبان ۱۳۸۶                             | ۱۲ دی ۱۳۸۷                            | نهم                                   |                                       | احمدی‌نژاد                             |                                       |                                       |
| ۵                                             |                                       | علیرضا افشار (زادهٔ ۱۳۳۰)              |                                       | ۱۲ دی ۱۳۸۷                            | ۱۴ اسفند ۱۳۸۹                         | نهم                                   | محصولی                                | احمدی‌نژاد                             | [ ۹ ]                                 |                                       |
| ۵                                             | دهم                                   | علیرضا افشار (زادهٔ ۱۳۳۰)              | محمدنجار                              | ۱۲ دی ۱۳۸۷                            | ۱۴ اسفند ۱۳۸۹                         |                                       |                                       | احمدی‌نژاد                             | [ ۹ ]                                 |                                       |